# 아카데미 음향상
아카데미 음향상(Academy Award for Best Sound)은 아카데미상의 부문 중 하나로, 제일 뛰어난 음향을 작업한 인물에게 수여된다.
이 상은 최고 또는 가장 음조가 좋은 사운드 믹싱, 녹음, 사운드 디자인 및 사운드 편집을 인정하는 아카데미 상이다. 1969년 특정 기술자에게 수여되어야 한다고 규정이 변경될 때까지 이 상은 스튜디오 음향 부서에 돌아갔다. 첫 수상자는 헬로 돌리의 머레이 스피백(Murray Spivack)과 잭 솔로몬(Jack Solomon)이었다. 일반적으로 수상 영화의 프로덕션 사운드 믹서, 재녹음 믹서 및 감독 사운드 편집자에게 수여된다. 제93회 아카데미 시상식 이전에는 베스트 사운드 믹싱과 베스트 사운드 에디팅이 별개의 부문이었다.
이 부문의 2년차와 3년차(즉, 제4회 아카데미상 및 제5회 아카데미상)에는 영화사 이름만 기재되었다. 파라마운트 퍼블릭스 스튜디오 사운드 디파트먼트(Paramount Publix Studio Sound Department)는 두 해 모두 우승을 거머쥐었다.